# École centrale de Lille
École centrale de Lille je výzkumná univerzita ve francouzském Lille. Byla založena v roce 1854 v reakci na rostoucí industrializaci Francie a je jednou z nejstarších postgraduálních škol ve Francii. Univerzita je součástí Grandes Écoles, prestižní skupiny francouzských institucí zaměřených na technické obory, vědecký výzkum a obchodní vzdělávání.

## Slavný učitel
- Louis Pasteur, francouzský biolog a chemik